# Saison 5 de Breaking Bad
Chronologie
Saison 4
La cinquième saison de la série télévisée américaine Breaking Bad comporte 16 épisodes diffusés du 15 juillet 2012 au 29 septembre 2013 sur AMC, aux États-Unis.

## Synopsis
Walter White, professeur de chimie dans un lycée de 50 ans, vit avec son fils handicapé Walter Jr. et sa femme enceinte Skyler à Albuquerque, au Nouveau-Mexique. Lorsqu'on lui diagnostique un cancer du poumon en phase terminale, sa vie s'effondre. Il décide alors de mettre en place un laboratoire et de fabriquer de la méthamphétamine pour pouvoir subvenir aux besoins de sa famille en s'associant avec l'un de ses anciens élèves devenu petit trafiquant, Jesse Pinkman.

## Distribution

### Acteurs principaux
- Bryan Cranston (VF : Jean-Louis Faure) : Walter « Walt » White / « Heisenberg » (son pseudonyme pour ses activités criminelles)
- Aaron Paul (VF : Alexandre Gillet) : Jesse Pinkman / « Captain Cook » (son pseudonyme pour ses activités criminelles uniquement utilisé en V. O.)
- Anna Gunn (VF : Nathalie Régnier) : Skyler White (née Lambert)
- Dean Norris (VF : Jean-François Aupied) : Hank Schrader
- Betsy Brandt (VF : Brigitte Guedj) : Marie Schrader (née Lambert)
- RJ Mitte (VF : Pascal Nowak) : Walter White Jr.
- Bob Odenkirk (VF : Cyrille Artaux) : Saul Goodman
- Jesse Plemons (VF : Yoann Sover) : Todd
- Laura Fraser (VF : Rafaèle Moutier) : Lydia Rodarte-Quayle
- Jonathan Banks (VF : Féodor Atkine) : Mike Ehrmantraut

### Acteurs récurrents et invités
- Steven Michael Quezada (VF : Jean-François Vlérick) : Steven Gomez
- Michael Bowen (VF : Serge Blumental) : Jack Welker
- Kevin Rankin (VF : Emmanuel Karsen) : Kenny
- Lavell Crawford (VF : Alexandre Guansé) : Huell Babineaux
- Charles Baker (VF : Cédric Dumond) : « Skinny Pete » (surnom en référence à sa maigreur, son nom complet n'est jamais révélé)
- Bill Burr (VF : Alexis Manuel) : Patrick Kuby
- Louis Ferreira (VF : Marc Saez) : Declan
- Chris Freihofer (VF : Thierry Kazazian) : Dan Wachsberger
- Matt L. Jones (VF : Charles Pestel) : Brandon Mayhew dit « Badger »
- Emily Rios (VF : Célia Asensio) : Andrea Cantillo
- Mike Batayeh (VF : Xavier Béja) : Dennis Markowsky
- Adam Godley (VF : Gabriel Le Doze) : Elliott Schwartz
- Jessica Hecht (VF : Véronique Soufflet) : Gretchen Schwartz
- Jim Beaver (VF : Jacques Bouanich) : Lawson
- Christopher Cousins (VF : Guy Chapellier) : Ted Beneke
- Larry Hankin (VF : Michel Ruhl) : Old Joe
- Carmen Serano (VF : Sophie Baranes) : Carmen Molina
- Michael Shamus Wiles (VF : Bernard Tiphaine) : George Merkert

## Production

### Développement
Le 14 août 2011, la chaîne AMC, à la suite des négociations avec Sony Pictures Television, a annoncé le renouvellement d'une cinquième et dernière saison de seize épisodes afin de clore la série.
Contrairement aux autres, cette cinquième et dernière saison se divisera en deux parties : les huit premiers épisodes ont été diffusés à partir du 15 juillet 2012, tandis que les huit derniers le sont depuis le 11 août 2013.
En septembre 2013, il est annoncé que les deux derniers épisodes seront allongés de 15 minutes chacun, soit environ 60 minutes (sans publicité, en version originale).

### Attribution des rôles
Les acteurs Laura Fraser et Jesse Plemons ont obtenu un rôle récurrent dans la saison.

## Résumé de la saison
Gustavo Fring étant mort, Walter White et Jesse Pinkman décident de créer leur propre empire de la drogue. Sous couvert de la société de fumigation Vamonos Pest, les deux hommes préparent de la méthamphétamine dans des maisons en désinfection, créant ainsi un laboratoire mobile. Ils s'associent avec Mike Ehrmantraut, l'ancien homme de main de Gus, et celui-ci utilise une partie de l'argent récolté pour acheter le silence de ses dix hommes incarcérés à la suite de l'affaire Gus Fring. Ceci contrarie fortement Heisenberg, de plus en plus mégalomane et impitoyable. Les trois hommes s'associent également avec Lydia Rodarte-Quayle, qui leur ouvre le marché européen, et Todd, un employé de Vamonos Pest qui se révèle particulièrement froid et brutal en dépit de sa politesse.
Hank Schrader, désormais chef des Stups d'Albuquerque, se lance à corps perdu dans l'affaire Gus Fring et resserre son étau sur Mike. Lors d'un audacieux vol d'un important stock de méthylamine dans un train, Todd abat froidement un adolescent, témoin de la scène, ce qui horrifie Jesse. Par la suite, Mike sera forcé de quitter l'opération à cause de sa mise sous surveillance par la DEA, ne voulant pas prendre de risque inutile. Il sera rapidement suivi par Jesse, qui se pose beaucoup de questions à la suite du meurtre de l'adolescent, et décide également de se retirer. Fou de rage, Walter refuse de donner sa part des bénéfices à Jesse. Chargé d'aider Mike à organiser sa fuite, en lui remettant un sac contenant de l'argent et une arme, Walter lui demande en échange le nom des dix témoins incarcérés, mais Mike refuse catégoriquement, lui prend le sac et part vers sa voiture ; dans un accès de furie, Walter le blesse mortellement avec l'arme qui se trouvait dans le sac. Par la suite, Lydia accepte de lui donner le nom des dix hommes, bien qu'elle craigne pour sa propre sécurité. Walter charge l'oncle de Todd, Jack, d'organiser l'assassinat simultané des dix hommes emprisonnés, et fait de Todd son nouvel assistant. La violence croissante de Walter effraie Skyler. Un soir, en présence de Hank et Marie, elle simule une tentative de suicide en s'immergeant dans la piscine, afin que ses enfants partent vivre chez ces derniers. 
Par la suite, désormais sans rivaux et menant une opération à l'organisation sans failles, Walter connaît un succès ininterrompu et accumule énormément d'argent au cours des mois suivants, tandis que Skyler s'évertue à le blanchir via l'entreprise de lavage de voiture, puis, dépassée, se met à stocker les liasses. Un jour, Skyler lui montre l'impressionnante pile de billets qu'elle a cachée dans un entrepôt, lui expliquant qu'elle n'arrive plus à le blanchir, et que du reste la somme accumulée dépasse largement leurs besoins ; elle lui demande alors quelle taille devra faire ce tas pour qu'il soit satisfait, et le supplie d'arrêter pour retrouver ses enfants et sa vie d'avant. Peu après, Walter décide de quitter définitivement le milieu.
Tout semble rentrer dans l'ordre lorsque Hank découvre par hasard, lors d'un repas chez les White, le livre de Walt Whitman offert à Walter par Gale Boetticher avec sa dédicace manuscrite, prouvant sans ambiguïté que Walter est Heisenberg. Ce dernier parvient à brouiller les pistes, enterre son pactole dans le désert, et convainc Jesse de quitter la ville après lui avoir remis l'argent qu'il lui devait. Mais c'est alors que ce dernier comprend que c'est bien Heisenberg qui avait empoisonné Brock. Il accepte alors de se rendre à Hank et son partenaire Steve Gomez pour le coincer en avouant tous leurs crimes depuis le début. Hank, Steve et Jesse parviennent finalement à capturer Walter dans le désert, là où il a enterré ses 80 millions de dollars, qui est le premier endroit où il avait « cuisiné » avec Jesse. Walter, pensant que Jesse serait seul, a engagé Jack et ses hommes pour venir l'exécuter, mais tente de se rétracter en voyant Hank avec lui, cependant Jack n'en tient pas compte. Le gang arrive sur le lieu de l'arrestation, et une fusillade s'engage. Steve est abattu, Hank est blessé, puis abattu froidement par Jack malgré les supplications de Walter, prêt à offrir la totalité de sa fortune pour épargner la vie de son beau-frère. Mais les truands trouvent malgré tout l'argent caché sur place et s'emparent de la quasi-totalité, Todd insistant pour lui en laisser une petite partie. Dans un paroxysme de rage et de désarroi, Walter insiste pour que Jack tienne sa promesse et tue Jesse, montrant où celui-ci est caché, mais Todd suggère de le capturer pour savoir ce qu'il a dit à la police. Walter décide alors de quitter Albuquerque avec sa famille, en utilisant les services d'un exfiltreur recommandé par Saul, mais Skyler et Walter Jr., terrorisés, refusent de le suivre.
Walter part donc vivre en reclus dans une cabane isolée du New Hampshire, dans des conditions particulièrement pénibles, puisque son cancer est en rechute, et il doit lui-même se faire ses perfusions de chimiothérapie. Pendant ce temps, Skyler et Flynn (qui refuse désormais de porter le prénom de son père) attendent le procès. Jesse est réduit à l'état d'esclave par Todd qui le contraint à produire de la méthamphétamine en le menaçant de tuer Andrea et Brock ; de fait, après une tentative d'évasion, Todd abat froidement Andrea. Après des mois de vie solitaire, Walter prend le risque de se rendre dans un village proche, pour tenter de contacter son fils afin de lui envoyer un paquet d'argent, mais celui-ci est bouleversé, refuse catégoriquement et déclare qu'il le préférerait mort. Désespéré, Walter téléphone à la DEA et s'apprête à se rendre, quand il tombe sur un entretien télévisé avec Elliot et Gretchen Schwartz, ses anciens associés : ces derniers, questionnés à propos de leur lien avec « Heisenberg », minimisent sa contribution à la création de leur entreprise, et déclarent que le Walter White d'alors est mort depuis longtemps. Walter est soudain envahi par la rancœur et décide d'agir. Il rentre à Albuquerque et confie, sous la menace, les 10 millions de dollars qui lui restent au couple Schwartz, en leur faisant promettre qu'ils les remettront à Walter Jr. à sa majorité. Il dit ensuite adieu à Skyler, et, après lui avoir donné les coordonnées GPS du lieu d'enterrement des corps de Hank et Steve Gomez, lui avoue enfin qu'il a fait tout cela avant tout pour lui-même, pour se sentir vivant, et non pour sa famille comme il l'avait toujours affirmé. Après avoir empoisonné Lydia avec la ricine, il parvient à libérer Jesse et à tuer Jack, Todd et tous leurs hommes, grâce à une mitrailleuse actionnée à distance installée via un dispositif mécanique artisanal dans le coffre de sa voiture. Blessé par sa propre machine, il meurt dans un laboratoire de méthamphétamine le jour de ses 52 ans, deux ans jour pour jour après les événements du premier épisode.

## Listes des épisodes
Première partie
1. Vivre libre ou mourir
2. Madrigal
3. Nouveaux Labos
4. Cinquante et un
5. Un plan presque parfait
6. Divergence
7. Heisenberg
8. Un nouveau jour se lève

Seconde partie
1. Le Prix du sang
2. Enterré
3. Confessions
4. Comme un chien enragé
5. Règlement de comptes à Tohajiilee
6. Seul au monde
7. L'Origine du mal
8. Revenir et mourir

### Première partie (2012)

#### Épisode 1:Vivre libre ou mourir
- États-Unis : 15 juillet 2012 sur AMC[2]
- France : 
  - 8 janvier 2013 sur OCS Max[5],[6]
  - 6 décembre 2013 sur Arte[7]
- Québec : 27 août 2014 sur AddikTV[8]

- États-Unis : 2,93 millions de téléspectateurs[9] (première diffusion)

Walt s'assure que rien ne pourra mener Hank sur ses traces. Quelques jours après avoir brûlé le labo, il repense aux caméras de surveillance dont il existe certainement des enregistrements vidéo contenus dans l'ordinateur portable de Gus que la DEA a saisi et mis sous scellé. Pour Mike, il est désormais impossible de s'en tirer et il suggère à tous de prendre la fuite. Jesse a cependant une idée, qui paraît d'abord saugrenue : utiliser un aimant géant. Walter s'en inspire pour concevoir un nouveau stratagème à base scientifique : un électro-aimant d'une casse automobile, capable de générer une onde électromagnétique suffisamment puissante pour effacer les données, alimenté avec un assemblage de batteries de voiture.
Une fois l'équipement prêt, en pleine nuit, le trio se rend au central de police. Jesse et Walt activent l'aimant à bord d'un camion qu'ils collent, depuis le parking, à un mur mitoyen de la salle de dépôt des séquestres. Ils manquent de se faire capturer, Walt ayant provoqué une onde de trop forte intensité qui a fait basculer le camion et fait voltiger les objets métalliques entreposés dans la pièce, alertant les agents présents ; de plus, le cadre endommagé d'une photo de Gustavo Fring fait apparaître une liste cachée, qui n'avait pas été découverte lors du passage en revue des indices.
- Le titre original de l'épisode (Live Free or Die) est la devise de l'État du New Hampshire ; la Volvo blanche que Walter conduit avant d'arriver au restaurant Denny's, dans le flashforward en début d'épisode, vient de cet État, et la devise est visible sur la plaque d'immatriculation. Les deux derniers épisodes de la série se dérouleront en partie dans cet État.

#### Épisode 2:Madrigal
- États-Unis : 22 juillet 2012 sur AMC
- France : 
  - 8 janvier 2013 sur OCS Max[6]
  - 6 décembre 2013 sur Arte
- Québec : 3 septembre 2014 sur AddikTV

- États-Unis : 2,29 millions de téléspectateurs[10] (première diffusion)

Continuant l'enquête et tirant parti de la liste cachée retrouvée après le sabotage du dépôt des scellés, la DEA commence à se pencher sur les finances et les partenaires professionnels de Gus, ce qui met la pression sur ses anciens collaborateurs. Les autorités se concentrent sur la Madrigal Electromotive, une société allemande dans laquelle Gus avait des parts. La mystérieuse Lydia, son ancien contact dans cette société, rencontre Mike afin de savoir si ses anciens subordonnés incarcérés sont parfaitement fiables. Mike lui assure qu'ils ne parleront pas, Gus ayant prévu une prime pour acheter leur silence en pareil cas, et refuse catégoriquement sa proposition de les faire exécuter ; mais Lydia n'est pas convaincue, et décide de payer un autre associé pour éliminer les onze hommes, ainsi que Mike afin de se protéger elle-même.
Walt, souhaitant reprendre au plus vite la production de méthamphétamine, espère rallier Mike à sa cause. Interrogé par Hank, de plus en plus près de découvrir la vérité, celui-ci n'a pas d'autre choix que d'accepter. En effet, la DEA a mis la main sur tous les comptes off-shore des employés de Gus et a saisi tout leur argent, les privant ainsi de leur prime de risque. Mike, qui avait de son côté placé 2 millions de dollars pour sa petite fille, se retrouve donc contraint de reprendre le trafic.

#### Épisode 3:Nouveaux Labos
- États-Unis : 29 juillet 2012 sur AMC
- France : 
  - 15 janvier 2013 sur OCS Max[6]
  - 13 décembre 2013 sur Arte

- États-Unis : 2,2 millions de téléspectateurs[11] (première diffusion)

Mike rend visite au propriétaire de la blanchisserie ainsi qu'à l'ensemble des anciens employés de Gus désormais en prison afin de s'assurer qu'ils garderont le silence. 
Saul fait visiter à Mike, Walt et Jesse plusieurs lieux qui pourraient servir de labo pour relancer la production de « meth ». Finalement, Walt décide de faire appel à une société d'extermination de parasites : à chaque fois que la société prendra en charge une maison, le labo sera monté, puis démonté à la fin de l'opération, et ainsi de suite, afin de créer une sorte de labo mobile, les traitements chimiques inhérents à l'opération masquant les effluves liés à la production de la drogue de synthèse. Leur première production se passe bien, mais au moment de répartir le gain final (plus d'un million de dollars), un conflit naît entre Walt et Mike, ce dernier exigeant qu'une portion significative soit allouée à ses anciens subordonnées pour acheter leur silence.

#### Épisode 4:Cinquante et un
- États-Unis : 5 août 2012 sur AMC
- France : 
  - 15 janvier 2013 sur OCS Max[6]
  - 13 décembre 2013 sur Arte

- États-Unis : 2,29 millions de téléspectateurs[12] (première diffusion)

Walt fête ses 51 ans et aimerait faire une grande fête pour l'occasion puisqu'il apprenait il y a tout juste un an qu'il était condamné par un cancer. Mais il constate, fort surpris, que Skyler n'a rien prévu, et est loin d'être enthousiaste à célébrer l'évènement. Il décide alors de s'acheter un bolide flambant neuf, et offre à son fils une Challenger rouge comme celle qu'il lui avait donnée la saison précédente. Skyler tombe toujours plus dans la dépression, jusqu'à simuler une tentative de suicide en s'immergeant dans la piscine au cours de la soirée d'anniversaire, en présence de Hank et Marie. Elle propose alors que Walter Jr. et Holly aillent habiter chez Hank et Marie, le couple ayant besoin de temps pour se retrouver, mais en réalité elle souhaite les éloigner de l'influence néfaste de leur père. Elle finit par avouer à Walt qu'elle souhaite juste gagner du temps et n'attend qu'une chose : le retour de son cancer.
À Madrigal, Lydia reçoit la visite surprise de Hank et des agents de la DEA, qui enquêtent toujours sur Gus. Un des hommes de confiance de Lydia est arrêté ; Jesse le remplace. Mais ils découvrent un mouchard sur un des barils de méthylamine. Mike soupçonne Lydia d'avoir elle-même placé le mouchard afin de les forcer (Mike, Jesse et Walter) à chercher un autre fournisseur et menace de la tuer. Walt, voulant à tout prix que la production ne prenne pas de retard, ne s'y oppose pas, contrairement à Jesse.

#### Épisode 5:Un plan presque parfait
- États-Unis : 12 août 2012 sur AMC
- France : 
  - 22 janvier 2013 sur OCS Max[6]
  - 13 décembre 2013 sur Arte

- États-Unis : 2,48 millions de téléspectateurs[13] (première diffusion)

Walt rend visite à Hank, dans son nouveau bureau de chef de service, prétextant vouloir lui parler de ses problèmes de couple avec Skyler. Il profite d'une courte absence de Hank pour poser un micro. Walt, Mike et Jesse doivent rapidement prendre une décision concernant Lydia, qu'ils soupçonnent d'avoir simulé une filature de la DEA sur ses bidons de méthylamine. Ils se rendent vite compte de leur erreur : il s'avère que son stock est en fait filé, mais par une autre unité de la DEA. Mike est toujours décidé à la tuer, l'estimant capable de trahison. Pour sauver sa peau, son stock étant inutilisable, Lydia leur fournit un tuyau concernant un train rempli de méthylamine. Mike est réticent à l'idée de braquer le train en plein désert, à l'inverse de Walt. Pour les aider dans le braquage, ils font appel à Todd, ouvrier de la société de désinfection qu'ils utilisent comme couverture pour la production de drogue.
Ils parviennent à stopper le train grâce à une fausse panne de camion, mise en scène par un contact de Saul Goodman. Pendant que les mécaniciens du train se penchent sur le véhicule qui leur bloque la voie, Walt, Jesse et Todd se chargent de vider une partie de la citerne et de la remplacer par un poids proche en eau, afin que le vol ne soit pas détecté. Malgré l'intervention d'un « bon samaritain » à bord d'un gros pick-up qui se propose d'aider au dégagement de la voie ferrée, l'opération est un succès. Mais alors que les trois hommes se félicitent, un jeune garçon à moto les salue, semblant avoir assisté à toute la scène. Todd répond à son salut et lui sourit, puis s'empare de son arme et l'abat froidement, sous les yeux de Jesse qui est horrifié.

#### Épisode 6:Divergence
- États-Unis : 19 août 2012 sur AMC
- France : 
  - 22 janvier 2013 sur OCS Max[6]
  - 20 décembre 2013 sur Arte

- États-Unis : 2,81 millions de téléspectateurs[14] (première diffusion)

- Justin Louis : Declan

Walt, Mike et Todd font disparaître les preuves liées au meurtre du jeune garçon dans le désert. Jesse, bouleversé, refuse d'y participer et souhaite que Todd s'en aille. Walt refuse, voyant un certain potentiel en lui. Mike, quant à lui, est constamment surveillé par la DEA, ce qui le pousse à remettre en cause son association avec Walt. Tout comme Jesse, Mike souhaite s'arrêter là et vendre son stock de méthylamine à Declan, un contact de Phoenix, pour éviter que les ennuis n'empirent. Mais Walt refuse, voulant toujours continuer la production. Comme il le dit à Jesse, ce n'est ni la drogue, ni l'argent qui l'intéresse, ce qui compte pour lui, c'est « l'empire » qu'il souhaite bâtir. Walt tente alors de soustraire le stock de méthylamine à ses futurs ex-partenaires, mais Mike le surprend et l'enferme le temps que la transaction se fasse. Il finit par s'échapper et dérobe la méthylamine. Fou de rage, Mike est sur le point de l’assassiner, mais Walt a un plan, et parvient une fois encore à avoir le dessus.

#### Épisode 7:Heisenberg
- États-Unis : 26 août 2012 sur AMC
- France : 
  - 29 janvier 2013 sur OCS Max
  - 20 décembre 2013 sur Arte

- États-Unis : 2,98 millions de téléspectateurs[15] (première diffusion)

Walt, Mike et Jesse roulent dans le désert pour rencontrer Declan, avec une nouvelle proposition : Walt garde la méthylamine pendant que Declan devient leur nouveau distributeur. Mais Mike souhaite toujours en finir avec Walt et décide de céder sa part de méthylamine contre cinq millions de dollars. D'abord méfiant et réticent, se demandant où serait son intérêt, Declan finit par accepter, convaincu par l'audace de Walter, qui se pose en expert inégalé et affirme que ses bénéfices en tant que simple distributeur seront supérieurs à ce qu'il obtiendrait en produisant lui-même une méthamphétamine de qualité inférieure. Dans les locaux de la société d'extermination, Mike fait ses adieux à Jesse, qui veut aussi s'en aller, mais Walt fait tout pour le retenir. À la station de lavage, Skyler, totalement impuissante, voit débarquer Walt et Jesse venus récupérer leur stock de méthylamine que Walt avait volé à Mike. 
Poussé dans ses retranchements par Walt, Jesse décide finalement de s'en aller. Walt continue la production, trouvant en Todd un apprenti idéal.
Mike, quant à lui, place pour sa petite-fille et pour ses associés emprisonnés l'argent qu'il vient de gagner. Il apprend, grâce au mouchard que Walt avait placé dans le bureau de Hank, que son appartement va être perquisitionné par la DEA quelques heures plus tard. Il en profite pour faire disparaître tous les éléments compromettants (ordinateur portable, armes etc.), et la DEA ne trouve rien. Ne voulant pas abandonner, et malgré la pression de ses supérieurs, Hank décide de se concentrer sur Dan, l'avocat des neuf hommes de main de Mike emprisonnés. Dan est arrêté à la banque, en flagrant délit. En effet, c'est lui qui se chargeait de remplir les coffrets des détenus et de Kaylee avec l'argent du trafic. 

#### Épisode 8:Un nouveau jour se lève
- États-Unis : 2 septembre 2012 sur AMC
- France : 
  - 29 janvier 2013 sur OCS Max
  - 20 décembre 2013 sur Arte

- États-Unis : 2,78 millions de téléspectateurs[16] (première diffusion)

Walter et Todd s'arrangent pour faire disparaître le corps et la voiture de Mike sans le dire à Jesse, qui est chassé par Walt. Ce dernier contacte ensuite Lydia pour obtenir la liste des noms des neuf hommes de Mike, mais elle sait qu'en obtempérant, elle sera devenue inutile et pourra être tuée à son tour ; elle propose donc à Walt d'étendre le marché de la méthamphétamine bleue à la République tchèque, un projet qu'elle montait avec Gus Fring avant que Walt ne le tue. Walt accepte, gardant donc pour plus tard la ricine qu'il comptait utiliser. Walt obtient finalement les noms, et confie à Jack, l'oncle de Todd, la tâche d'organiser leur exécution simultanée dans plusieurs prisons, le tout en l'espace de deux minutes. L'opération est un succès, et Hank, qui vient de l'apprendre, confie à Walter être horrifié et désemparé, ayant la sensation de « chasser un monstre », sans préciser la nature de l'événement qui l'a mis dans cet état, et sans savoir qu'il a en face de lui le commanditaire.

### Seconde partie (2013)

#### Épisode 9:Le Prix du sang
Pour les articles homonymes, voir Blood Money.
- États-Unis : 11 août 2013 sur AMC[17]
- France : 
  - 14 décembre 2013 sur OCS Max[18]
  - 17 octobre 2014 sur Arte

- États-Unis : 5,92 millions de téléspectateurs[19] (première diffusion)

L'introduction de cet épisode se déroule plusieurs mois après, sous forme de flash-forward. Le jour de ses 52 ans, Walter White, après s'être acheté une mitrailleuse M60, revient dans ce qui est désormais son ancien pavillon. En effet, l'endroit qu'il occupait avec sa famille est à l'abandon, protégé par un grillage. Des adolescents utilisent la piscine vide comme terrain de skate-board. Le nom  « Heisenberg » est tagué en gros sur le mur du salon. Walter en profite pour récupérer la ricine cachée dans une prise électrique de son ancienne chambre. Au moment de sortir de la maison, il croise une ancienne voisine qui semble complètement terrorisée à sa vue.
Puis la chronologie reprend immédiatement à la suite de l'épisode précédent. Hank, qui vient de réaliser par accident qui est réellement son beau-frère, est littéralement sous le choc. Avec Marie, il quitte précipitamment la maison des White, en emportant le livre dédicacé par Gale. Sa stupeur est telle qu'il fait une attaque de panique au volant de sa voiture. Rapidement remis, il prend des congés et décide de revoir l'affaire « Heisenberg » depuis le départ, seul dans son garage. Très vite, ses soupçons sur Walt ne font que se confirmer : l'examen graphologique concorde, tandis qu'un portrait ressemblant très nettement à Walter fait partie des pièces à conviction (il était alors menacé d'assassinat par le clan des Salamanca).
Jesse, quant à lui, reste cloîtré chez lui avec ses amis Badger et Skinny Pete. L'air totalement absent, il ne songe qu'à se débarrasser au plus vite de l'argent gagné avec Walt, qu'il considère comme de l'argent sale, taché par le sang. Rongé par la culpabilité, il demande à Saul Goodman de donner une moitié à la petite-fille de Mike, persuadé que celui-ci est mort, et une autre aux parents du jeune garçon à moto tué dans le désert lors du braquage du train. Conscient des risques qu'entraînerait une telle action, l'avocat appelle Walt. Ce dernier ramène les sacs de billets à Jesse, puis tente de le convaincre que Mike est encore en vie et qu'il doit passer outre ses remords, que cet argent a été dûment gagné. Jesse feint d'être convaincu, mais sait qu'il est une fois encore manipulé. Finalement, perdu un soir au volant de sa voiture, Jesse distribue les liasses de billets dans les quartiers pauvres de la ville.

#### Épisode 10:Enterré
- États-Unis : 18 août 2013 sur AMC
- France : 
  - 14 décembre 2013 sur OCS Max[18]
  - 17 octobre 2014 sur Arte

- États-Unis : 4,77 millions de téléspectateurs[20] (première diffusion)

Au petit matin, dans les rues d'Albuquerque, un habitant découvre par hasard les liasses de billets que Jesse vient de jeter par la fenêtre de sa voiture. En suivant le chemin des liasses au sol, il découvre la voiture de Jesse, contenant encore quelques liasses, puis aperçoit le jeune homme au loin, seul dans une aire de jeux pour enfants.
Après sa confrontation avec Hank, Walt sort du garage et tente de prévenir Skyler au plus vite de la situation. Mais Hank l'a pris de vitesse en proposant à Skyler une entrevue dans un restaurant ; il souhaite la convaincre de se retourner contre Walt et de tout révéler. Terrorisée et tiraillée entre sa conscience et sa famille, Skyler ne sait pas quoi lui dire. Elle finit par refuser toute coopération et exige un avocat. Hank demande alors à Skyler de faire revenir vivre Walt Jr. et Holly chez eux, afin de les protéger de Walt, mais Skyler refuse. Prenant peur, elle s'enfuit, sous les yeux de Hank, complètement perdue.
Le garde du corps de Saul, Huell, vient avec un complice récupérer l'argent de Walt, stocké dans l'entrepôt. Walt souhaite cacher l'argent dans le désert, dans un endroit isolé dont lui seul connaît la localisation. Saul tente de prévenir Jesse de la situation de Walt, mais il ne répond pas. Skyler appelle alors Walt, mais Saul lui déconseille de répondre, pensant que sa ligne est sur écoute.
Skyler reçoit la visite de Marie, que Hank a mise au courant de la situation. Choquée, elle tente de comprendre pourquoi sa sœur a gardé le silence. Très vite, Marie comprend que Skyler connaît la double vie de Walt depuis bien longtemps et que l'histoire des dettes de jeux de Walt n'était qu'un mensonge de plus. Skyler, paralysée, ne sait pas quoi répondre à Marie, qui la gifle violemment. Marie essaie alors emmener Holly avec elle, mais Hank la dissuade de le faire. De retour à la maison, Walt, à bout de forces après avoir enterré 7 barils remplis de billets, avoue à Skyler son envie de se rendre. Mais Skyler lui conseille de garder le silence, pour que les accusations de Hank ne se transforment pas en preuves.
De son côté, Lydia a rendez-vous avec Declan, qui a repris le flambeau de Walt dans la production de méthamphétamines. Mais la production ayant beaucoup perdu en qualité, Lydia souhaite visiter les installations de Declan afin de trouver une explication à cette baisse, qui n'est pas du goût de ses clients tchèques. Elle exige que Todd revienne produire, mais Declan refuse. Aidés par Lydia, Todd et son oncle lancent alors un assaut sur les installations de Declan, massacrent ses hommes et récupèrent le matériel du labo caché dans une caravane enfouie dans le sol.
Cet épisode est dédié à Thomas Schnauz Sr.

#### Épisode 11:Confessions
- États-Unis : 25 août 2013 sur AMC
- France : 
  - 21 décembre 2013 sur OCS Max[18]
  - 24 octobre 2014 sur Arte

- États-Unis : 4,85 millions de téléspectateurs[22] (première diffusion)

Sur le parking d'un café, Todd informe Walt par téléphone qu'il a repris, avec son oncle, les affaires autour de la méthamphétamine bleue, à la suite d'un « différend » avec Declan.
En salle d'interrogatoire, Hank retrouve Jesse. Il lui propose de l'aider, de faire en sorte qu'il puisse repartir libre s'il lui dit tout ce qu'il sait sur Walt ; mais le jeune homme, n'appréciant guère Hank, refuse toujours de parler.
Marie, de son côté, tente une nouvelle fois de faire venir Walter Junior chez elle, prétextant un problème d'ordinateur. Prenant les devants, Walt avoue à son fils le retour de son cancer afin de le culpabiliser de sorte qu'il reste à la maison pour la soirée. Ne voyant pas son neveu arriver, celle-ci pousse Hank à tout révéler à ses supérieurs. Mais Hank souhaite toujours avoir des preuves solides avant d'inculper son beau-frère.
Marie, Hank, Skyler et Walt se retrouvent tous au restaurant, dans une ambiance extrêmement tendue, afin de discuter de la situation. Walt et Skyler souhaitent que leurs enfants soient laissés en dehors de tout ça, mais Hank affirme être prêt à aller jusqu'au bout, quoi qu'il en coûte. Aucun compromis ne sera trouvé entre les deux familles autrefois très proches et aujourd'hui en guerre. En partant, Walt donne un DVD à son beau-frère, le DVD de ses « aveux ». En le visionnant, Hank s'aperçoit qu'il ne s'agit absolument pas d'une confession, mais d'un piège. En effet, le chimiste y affirme que Hank a, grâce à son statut et ses relations à la DEA, monté un véritable empire de la drogue dont Walt n'était qu'un pion, contraint par la force et l’argent de préparer de la méthamphétamine. Walt affirme aussi que son beau-frère a enlevé ses enfants durant des mois pour l'obliger à se taire, qu'il a été contraint de payer les soins de celui-ci avec l'argent de la drogue à la suite de sa tentative d'assassinat par le cartel, ou encore de fabriquer une bombe artisanale pour que Hank se débarrasse de son ancien associé, Gustavo Fring. Hank, complètement abasourdi devant cette vidéo, mesure toute l'ampleur du machiavélisme de son beau-frère, et réalise qu'il pourrait bien tomber pour complicité à cause de l'argent que Marie a effectivement reçu de Skyler lors de son hospitalisation, chose qu'il ignorait. Dans une impasse totale, mais aussi dans la crainte que Walt ne diffuse ce DVD à grande échelle, il ne sait plus quoi faire.

#### Épisode 12:Comme un chien enragé
- États-Unis : 1er septembre 2013 sur AMC
- France : 
  - 21 décembre 2013 sur OCS Max[18]
  - 24 octobre 2014 sur Arte

- États-Unis : 4,41 millions de téléspectateurs[23] (première diffusion)

Jesse, qui était sur le point de mettre le feu à la demeure de la famille White, s'est ravisé pour une raison inconnue. Walt, arrivant sur les lieux, décide de cacher la vérité à ses proches et invente une histoire de pompe à essence défectueuse. Il décide alors d'amener sa famille à l'hôtel pour la protéger de Jesse.
Deux des hommes de Saul se mettent sur la piste de Jesse pour le retrouver afin que Walt puisse lui faire entendre raison, mais Saul émet des réserves sur cette possibilité à ce stade. Il propose à Walt d'éliminer Jesse une bonne fois pour toutes, mais Walt se refuse à envisager cette solution. Dans la chambre d'hôtel, Skyler suggère également à Walt d'éliminer Jesse.
En réalité, Jesse se trouve en compagnie de Hank qui l'a empêché à temps de brûler la maison. Après une discussion où il réussit à le calmer et le persuader de coopérer, il finit par l'amener chez lui. Jesse raconte alors à Hank et son coéquipier Steve Gomez tout ce que Walt et lui-même ont fait tout au long de leur entreprise criminelle.
C'est alors que Walt propose à Jesse une rencontre dans un lieu public. Hank et Gomez y voient l'opportunité de piéger Walt en équipant Jesse d'un micro pour enregistrer la conversation. Jesse accepte difficilement l'idée, pensant que Walt utilise le prétexte de cette rencontre pour l'assassiner. Hank est conscient de cette possibilité, mais y voit une autre opportunité : l'arrêter en flagrant délit pour le meurtre de Jesse.

#### Épisode 13:Règlement de comptes à To'hajiilee
- États-Unis : 8 septembre 2013 sur AMC
- France : 
  - 28 décembre 2013 sur OCS Max[18]
  - 4 novembre 2014 sur Arte

- États-Unis : 5,11 millions de téléspectateurs[24] (première diffusion)

Lydia vient analyser la production de Todd et son oncle dans le hangar de fabrication. Même si la pureté du produit atteint désormais 76 %, soit un léger progrès par rapport à la production de Declan, Lydia n'est pas satisfaite du fait de l'absence de la couleur bleue, qu'elle considère comme leur marque de fabrique auprès de ses clients tchèques. Todd lui promet alors d'améliorer rapidement la qualité du produit. Lydia partie, Todd reçoit un appel de Walt proposant un contrat à son oncle : assassiner Jesse, devenu ingérable.
Après l'échec de leur opération visant à piéger Walt, Hank et Gomez sont dans une impasse, n'ayant aucune preuve tangible contre lui. Jesse leur propose un nouveau plan : s'en prendre à l'argent de Walt, en comptant sur sa cupidité pour l'amener à se trahir lui-même. Sur les conseils de Jesse, Hank interroge Huell, le garde du corps de Saul, afin de savoir où se trouve l'argent, après avoir mis en scène une photo montrant Jesse assassiné. Mais celui-ci, bien que pris de panique et prêt à dire tout ce qu'il sait, ne sait en fait rien, sinon que l'argent est enterré quelque part dans le désert. La camionnette fournie par Huell à Walt pour le transport de l'argent n'ayant pas de GPS, il semble n'y avoir aucun moyen de localiser l'emplacement avec précision.
Au hangar, Walt rencontre Todd et son oncle, Jack, pour planifier l'assassinat de Jesse, qu'il souhaite rapide et sans douleur. Jack accepte mais demande, en retour, que Walt revienne assister Todd afin d'améliorer la pureté de leur production. Bien malgré lui, Walt accepte de contribuer à une seule fournée. Jack lui propose alors de passer à l'acte sur-le-champ, mais Walt ignore toujours où est Jesse. Il rend alors visite à Andrea et Brock, afin de le pousser à se montrer. Inquiète, Andrea laisse un message à Jesse, sur les conseils de Walt. Les hommes de Jack l'attendent devant la maison, mais Hank, qui a conservé le téléphone de Jesse, devine tout de suite le piège tendu par Walt.

#### Épisode 14:Seul au monde
- États-Unis : 15 septembre 2013 sur AMC
- France : 
  - 28 décembre 2013 sur OCS Max[18]
  - 4 novembre 2014 sur Arte

- États-Unis : 6,37 millions de téléspectateurs[25] (première diffusion)

La fusillade dans le désert vient tout juste de prendre fin. L'agent Gomez est mort et Hank est blessé à la jambe. Alors que « l'oncle » Jack est sur le point d'achever ce dernier, Walt s'interpose vivement en le suppliant de ne pas faire cela. Il va même jusqu'à lui proposer les 80 millions de dollars enterrés sous leurs pieds contre la vie de son beau-frère. Mais Jack a déjà fait son choix : il tue Hank, puis ordonne à ses hommes de commencer à creuser pour trouver les barils remplis de billets. Il décide néanmoins d'en laisser un à Walt car son neveu Todd respecte beaucoup le chimiste. Walt n'a d'autre choix que d'accepter, mais, envahi par la haine, il rappelle à Jack leur marché initial : il doit tenir sa parole et supprimer Jesse, désignant le jeune homme caché sous une voiture. Au moment où les hommes de Jack s'apprêtent à le tuer, Todd propose à son oncle de l'emmener avec eux, afin qu'ils puissent l'interroger et savoir ce qu'il a dévoilé aux hommes de la DEA.
En repartant du lieu au volant de sa voiture, Walt tombe en panne car son réservoir d'essence a été percé par une balle. En poussant le dernier baril qu'il lui reste, il marche longuement dans le désert avant de tomber sur une petite maison isolée où vit un vieil indien. Contre une forte somme d'argent, il lui propose alors de racheter sa vieille camionnette.
Marie débarque à la station de lavage. Déterminée et armée de confiance, elle avoue à Skyler que Hank vient tout juste d'arrêter Walt. Elle lui affirme aussi qu'elle fera tout son possible pour l'aider à se sortir de cette affaire, mais uniquement si sa sœur lui remet toutes les copies du DVD accusant Hank et si elle accepte de révéler toute la vérité à Walter Junior. Résignée et désemparée, Skyler accepte. Devant les révélations qui lui sont annoncées, l'adolescent craque, refusant de croire sa mère et sa tante, puis estimant que sa mère ne vaut pas mieux que son père si elle dit vrai et l'a protégé pendant aussi longtemps.
De son côté, Jesse, après avoir été interrogé et torturé par les hommes de Jack, se voit contraint de préparer à nouveau de la méthamphétamine avec Todd. Pour lui faire comprendre qu'il n'a pas le choix, il le menace avec une photo du petit Brock et de sa mère. Pendant ce temps, Walt, de retour chez lui, prépare ses bagages frénétiquement. C'est à ce moment que sa famille rentre également. Son épouse et son fils, le croyant en état d'arrestation, sont sidérés de le voir ici et ne comprennent pas ce qu'il se passe. Walt leur ordonne de faire leurs valises au plus vite afin de partir avec lui, mais Skyler, persuadée que son mari s'en est sorti en tuant Hank, refuse de l'écouter. Armée d'un couteau de cuisine, elle le menace et le blesse à la main. Une bagarre entre les deux époux fait rage, celle-ci ne prend fin que lorsque Junior s'interpose pour prendre la défense de sa mère et décide d’appeler la police. Walt, complètement sous le choc devant la réaction de sa famille à son égard, s'enfuit en emportant Holly avec lui.
- Cet épisode est considéré comme le meilleur épisode de la série[26] et un des meilleurs épisodes de l'histoire de la télévision[27]. Il est également considéré comme le meilleur épisode de l'année 2013 par le magazine Time[28].
- Le titre original de l'épisode (Ozymandias) renvoie au poème du même nom de Percy Bysshe Shelley, sur l'arrogance et la déchéance d'un roi. On entend d'ailleurs l'acteur Bryan Cranston réciter ce poème sur la bande-annonce de la seconde partie de la saison 5, tandis que défilent des plans montés en accéléré du désert puis de divers lieux représentatifs d'Albuquerque et du parcours de Walter White, s'achevant par un dernier plan montrant à nouveau le désert et dévoilant lentement le chapeau iconique de « Heisenberg » dégradé par les éléments.
- Le flashback en ouverture d'épisode, montrant Walt et Jesse lors de leur première fournée à To'hajiilee, a été la toute dernière scène de la série à être tournée, en raison notamment du fait que Bryan Cranston ne devait porter qu'une moustache et qu'Aaron Paul devait couper ses cheveux et raser sa barbe, pour retrouver leur apparence initiale. Rian Johnson, le réalisateur de l'épisode, laissa à Vince Gilligan, le créateur de la série, le soin de réaliser cette scène[29].
- Durant la scène où il fait rouler et avancer son tonneau rempli d'argent dans le désert, Walt passe à côté d'un pantalon beige ; il s'agit d'un clin d'œil au pantalon qu'il perd, dans ce même désert, dans la scène d'ouverture de la série[29].
- Lorsque Walter change la couche de Holly en fin d'épisode, après l'avoir enlevée, l'enfant prononce « maman » à plusieurs reprises, ce qui n'était pas prévu dans le scénario ; la petite fille jouant Holly ayant vu sa mère sur le plateau de tournage, près de la caméra. Bryan Cranston a alors improvisé la réaction de son personnage et la scène a été conservée[30].

#### Épisode 15:L'Origine du mal
- États-Unis : 22 septembre 2013 sur AMC
- France : 
  - 4 janvier 2014 sur OCS Max[18]
  - 11 novembre 2014 sur Arte

- États-Unis : 6,58 millions de téléspectateurs[31] (première diffusion)

Robert Forster
Saul se fait faire de nouveaux papiers d'identité chez son contact spécialisé en exfiltration avant de quitter la ville. Saul étant connu au Nouveau-Mexique, son contact lui conseille de rester quelques jours dans sa planque afin de se faire oublier. Saul apprend alors que Walt, précédemment pris en charge par son contact, est toujours sur place, sa fuite étant particulièrement délicate à organiser alors qu'une traque nationale est lancée contre lui. Walt profite de ce laps de temps pour envisager un plan visant à récupérer son argent volé, et tuer le gang de Jack par la même occasion. Il demande à Saul de l'aider en lui fournissant une liste de mercenaires pour l'épauler, mais Saul lui dit que la meilleure chose à faire serait de rester à Albuquerque afin d'aider Skyler à prouver son innocence et lui éviter de supporter la responsabilité de tous les actes qu'il a commis. Walt refuse et tente de rallier Saul à sa cause, sans succès, tandis qu'une violente quinte de toux a raison de son emportement. Saul, qui n'exerce plus la profession d'avocat, prend le chemin du Nebraska pour démarrer une nouvelle vie.
Marie, de son côté, est raccompagnée chez elle par les agents de la DEA, qui tentent toujours de retrouver Hank et Gomez. Arrivés à son domicile, ils s'aperçoivent que la porte d'entrée a été fracturée et qu'il y a eu effraction.
Visionnant la cassette des confessions de Jesse à Hank, Jack apprend alors que Jesse a évoqué le meurtre du jeune Drew Sharp lors du braquage du train par Todd. En colère, Jack s'apprête à tuer Jesse, mais Todd l'en empêche, car il en a besoin pour continuer à améliorer la production. Même si le gang est désormais à l'abri du besoin et n'a plus de raison de poursuivre le trafic, Todd souhaite satisfaire Lydia dont il est secrètement amoureux, à sa manière de psychopathe. Un soir, Jesse s'évade de la cage où il est maintenu captif, mais est rattrapé par les hommes de Jack. Afin de s'assurer qu'il ne tentera plus d'évasion, Todd se rend au domicile d'Andrea et la tue sous les yeux de Jesse. Jack lui précise que s'il essaye de fuir à nouveau, c'est à Brock qu'il s'en prendra.
Skyler, interrogée par la DEA, ne peut leur révéler l'endroit où se cache Walt. Malgré la surveillance policière permanente dont elle fait l'objet, Todd et deux autres hommes pénètrent chez elle pour lui transmettre un « message », sous la menace, près du berceau de Holly. Ils lui font comprendre qu'elle ne doit sous aucun prétexte évoquer sa rencontre avec Lydia à la station de lavage. Todd rencontre ensuite Lydia et lui annonce que Skyler ne parlera pas, mais Lydia semble vouloir arrêter temporairement la production de méthamphétamine. Todd lui annonce que le produit atteint désormais 92 % de pureté depuis que Pinkman travaille pour eux.
- Le titre anglais de l'épisode (The Granite State) est un des surnoms de l'État du New Hampshire, où se déroule une partie de l'épisode.

#### Épisode 16:Revenir et mourir
- États-Unis : 29 septembre 2013 sur AMC
- France : 
  - 4 janvier 2014 sur OCS Max[18]
  - 11 novembre 2014 sur Arte

- États-Unis : 10,28 millions de téléspectateurs[32] (première diffusion)

Juste après l'arrivée de la police dans le bar où il se trouvait pour les attirer, Walt quitte le New Hampshire pour rejoindre Albuquerque. À son arrivée, il pénètre dans la maison de Gretchen et Elliot Schwartz. Il leur remet tout l'argent qui lui reste (soit 9,72 millions de dollars), et leur ordonne de le donner à son fils pour ses 18 ans, en lui disant que cet argent vient d'eux et non de Walt. Sous la menace visuelle de faisceaux laser pointés sur leur corps, censés provenir de deux tueurs à gages qui auront pour mission de les exécuter s'ils ne mènent pas cette mission à terme, les Schwartz sont contraints d'accepter. En fait de tueurs professionnels, il s'agit en réalité de Badger et Skinny Pete, qui mimaient le viseur d'une carabine de sniper munis de stylos laser. Ils apprennent à Walt que la méthamphétamine bleue circule toujours. Ce dernier en déduit que Jesse travaille désormais pour le gang de Jack.
Après avoir acheté une mitrailleuse lourde et être passé récupérer la ricine cachée dans son ancienne maison, Walt s'en va dans le désert préparer un mécanisme intrigant. Puis se rend dans le café où Lydia a l'habitude d'avoir ses rendez-vous, toujours le même jour et à la même heure. Il la trouve en effet en compagnie de Todd, et s'immisce dans leur conversation, prétendant avoir un marché à leur proposer : il les sait bientôt à court de méthylamine et déclare avoir mis au point un procédé ne nécessitant pas cet ingrédient pour produire de la méthamphétamine, demandant à rencontrer Jack le plus rapidement possible pour lui soumettre cette idée. Après son départ, Lydia confie à Todd qu'il est hors de question d'accepter, lui suggérant implicitement de supprimer Walt.
Depuis le petit appartement où elle vit désormais, Skyler reçoit un coup de fil de sa sœur. Marie lui apprend alors que les forces de l'ordre ont appris le retour de son ex-mari en ville et qu'elle doit faire très attention à elle. Mais Walt est déjà là, pour lui faire de vrais adieux. Il lui remet un ticket de loterie avec ses numéros, en fait les coordonnées GPS du site où étaient enterrés les barils de billets, qui est désormais le lieu où sont enterrés Hank et Steve Gomez ; il lui conseille de négocier cette information avec le procureur afin de se tirer d'affaire. Pour finir il lui avoue enfin que s'il a fait tout cela, c'était avant tout pour lui-même, ayant trouvé dans cette entreprise criminelle un exutoire et une forme de reconnaissance de ses talents, lui permettant de se sentir vivant. Après avoir dit au revoir à sa femme et sa fille, et avoir aperçu son fils rentrer chez lui, il se rend le soir même au repaire de Jack. Sa proposition de leur enseigner une nouvelle méthode de production est immédiatement rejetée, et Jack ordonne à ses acolytes de tuer le chimiste sur-le-champ. Mais Walt s'emporte et le traite de menteur, l'accusant de s'être associé avec Jesse au lieu de le tuer comme convenu. Atteint dans sa fierté, Jack ordonne alors de faire venir Jesse, pour montrer qu'il n'est pas un menteur : le jeune homme, qui est dans un état lamentable, ne travaille pas de plein gré avec eux, il est bel et bien devenu leur esclave. Walt saute alors sur Jesse et feint une bagarre. Mais ce n'est qu'un leurre pour pouvoir actionner à distance le redoutable mécanisme qu'il a mis en place : dans le coffre de sa voiture qu'il a sciemment garée juste devant le repaire et dans l'orientation adéquate, un système conçu par ses soins met en marche la mitrailleuse sur un bras articulé. Les balles de gros calibre fusent alors partout à travers le repaire du gang, tuant ses hommes un à un. Après ce carnage, Jesse étrangle Todd, qui s'était protégé à temps et était le seul indemne, avant de se délivrer de ses chaînes. Jack, bien que mortellement blessé, tente de négocier avec Walt, disant qu'il ne retrouvera jamais son argent s'il le tue, mais Walt l'achève d'une balle dans la tête avant qu'il ait terminé sa phrase (faisant écho à l'exécution de Hank). Il donne ensuite son arme à son ancien partenaire et lui demande de le tuer. Mais Jesse, remarquant que Walt a été grièvement touché au ventre dans la fusillade qu'il a orchestrée, et ne pouvant du reste se résoudre à se laisser manipuler une fois de plus pour accomplir la volonté de Walt, refuse d'obtempérer et lui rétorque qu'il n'a qu'à le faire lui-même. Le téléphone de Todd sonne alors : c'est Lydia, qui veut savoir si Walt a bien été éliminé, mais ce dernier lui apprend alors qu'il a empoisonné son thé à la stévia avec de la ricine et qu'il ne lui reste que quelques heures à vivre. Après un dernier regard approbateur de Walt envers Jesse, celui-ci prend une voiture et s'en va à toute vitesse, ivre de bonheur d'avoir enfin recouvré sa liberté.
- Le titre original de l'épisode renvoie à la chanson El Paso de Marty Robbins, entendue dans le prologue et fredonnée par Walter White plus tard dans l'épisode. Cette chanson country datant de 1959 conte l'histoire d'un homme, amoureux d'une femme nommée Feleena, qui revient dans sa ville natale après avoir dû la quitter pour sauver sa vie et qui meurt finalement dans les bras de sa bien-aimée. La partie écoutée par Walt dans la voiture, où le cow-boy pense qu'il va mourir le lendemain, et la fin de la chanson, où il est finalement touché au flanc par une balle, sont d'ailleurs similaires au sort final du protagoniste de la série[33].
- Contrairement à ce qui a été supposé, le titre original de l'épisode n'a pas été pensé comme étant une anagramme du mot « finale[34] », mais il renvoie à trois éléments chimiques, de symboles respectifs Fe - Li - Na : le fer (Fe), qui est un élément présent dans la composition chimique de l'hémoglobine ; le lithium (Li), qui est un des éléments les plus importants dans la fabrication de la méthamphétamine ; et le sodium (Na), qui est l'élément le plus abondant dans le sel des larmes.
- En 2019, un film épilogue de 2 heures, El Camino : Un film Breaking Bad, relate le parcours de Jesse Pinkman, traqué par les forces de l'ordre, après qu'il s'est échappé, dans l'épisode concluant la série, du repaire du gang de Jack où il était séquestré.